# Cour de justice de l'Union européenne
Cet article ne doit pas être confondu avec l'une de ses composantes, la Cour de justice, ni avec la Cour européenne des droits de l'homme. Voir aussi : Cour européenne et Tribunal européen.
La Cour de justice de l'Union européenne (CJUE), anciennement Cour de justice des Communautés européennes (CJCE), est l'une des sept institutions de l'Union européenne. Elle regroupe deux juridictions : la Cour de justice et le Tribunal (une troisième juridiction, le Tribunal de la fonction publique, a été dissoute le 1er septembre 2016). Le siège de l'institution et de ses différentes juridictions est à Luxembourg.
La Cour veille à l'application du droit de l'Union et à l'uniformité de son interprétation sur le territoire de l'Union. À cette fin, elle contrôle la légalité des actes des institutions de l'Union européenne et statue sur le respect, par les États membres, des obligations qui découlent des traités. Elle interprète également le droit de l'Union à la demande des juges nationaux.
La Cour administre sa propre infrastructure ; ce qui inclut les traducteurs, qui en 2012 représentaient 44,7 % de l'équipe de l'institution.

## Histoire
Avec le traité de Paris de 1951, qui instituait la Communauté européenne du charbon et de l'acier (CECA), la Cour de justice de la CECA fut créée.
Par la suite, avec les traités de Rome de 1957, instituant la Communauté européenne de l'énergie atomique (Euratom) et la Communauté économique européenne (CEE), la Cour de justice de la CECA fut remplacée par la Cour de justice des Communautés européennes (CJCE). Cette dernière devint alors la juridiction commune aux trois communautés. Avec l'entrée en vigueur du traité de Lisbonne, le 1er décembre 2009, on parle de Cour de justice de l'Union européenne (CJUE) et non plus de CJCE.

## Compétences
La tâche principale de la Cour de justice de l'Union européenne est décrite dans l'article 19 du traité sur l'UE selon lequel « elle assure le respect du droit dans l'interprétation et l'application des traités ». Les États membres participent aussi à cette tâche puisqu'ils doivent établir, dans le cadre de leur compétence, les voies de recours nécessaires à l'application du droit de l'Union, si bien que les citoyens en se rendant devant les juridictions nationales font appliquer ce droit.

### Recours en manquement et respect des traités
La Cour peut être saisie en cas de suspicion de violation par l'un des États membres d'un traité en vertu des articles 258 à 260 du traité sur le fonctionnement de l'Union européenne (TFUE). La saisie peut être faite par la Commission ou par les États membres, qui peuvent mettre en avant les manquements au droit de l'Union d'un autre État membre.
Le lancement par la Commission des procédures concernant la violation des traités joue un grand rôle dans le maintien du système judiciaire au sein de l'Union. La Commission est obligée, en tant que gardienne des traités, d'intervenir lorsqu'elle constate la violation des objectifs du droit de l'Union par les États membres. En cas de menace de violation ou de violation en cours des traités, la Commission ne lance pas automatiquement le processus judiciaire, mais peut essayer de parvenir à une décision amiable par voie de négociations. La procédure est elle-même divisée en deux étapes :
- l'avis motivé : la Commission donne des recommandations ou des avis, ce qui lui permet d’attirer l’attention des États membres sur d’éventuelles insuffisances ou infractions ;
- la procédure en elle-même : elle commence par une plainte. La plainte n'est déposée que si l'État membre en cause ne suit pas la prise de position de la Commission donnée dans l'avis.

L'avis motivé est la condition de l'admissibilité de la plainte à la Cour de justice européenne. Elle permet de rechercher des renseignements sur l'état des choses et d'entendre les observations écrites et orales de l'État membre. L'avis motivé est prévu même si c'est un État membre qui introduit un recours à la suite de la violation d'un traité par un autre État membre: dans ce cas, il doit saisir la Commission comme le prévoit l'article 259 du TFUE.
Après l'introduction de la plainte, la Cour de justice européenne décide par un arrêt, si l'État membre a violé le droit de l'UE. Si la Cour de justice confirme cette violation, l'État membre concerné « est tenu de prendre les mesures que comporte l'exécution de l'arrêt de la Cour ». Si un État membre ne suit pas l'arrêt de la cour de justice, celle-ci peut, à la demande de la commission, demander le payement d'une somme forfaitaire ou d'une astreinte.

### Question préjudicielle
La procédure de renvoi préjudiciel (ou question préjudicielle, ou exception préjudicielle) assure l'application unitaire et correcte du droit de l'Union (article 267 TFUE). Les juridictions nationales peuvent, avec la question préjudicielle, poser des questions sur l'interprétation du droit de l'Union ou la validité de la jurisprudence de la Cour. Le juge doit renvoyer une disposition pour interprétation lorsqu'elle pose un problème d'interprétation ou de validité dont l’issue détermine le contentieux dont il est saisi, pour peu que sa décision ne soit pas susceptible de recours et que l’acte en question ne soit pas clair.

### Recours en annulation
Avec le recours en annulation, selon les articles 263 et 264 du TFUE, les organes ainsi que les autres institutions de l’UE peuvent être surveillés. Les États membres, les organes de l’UE, les personnes physiques et morales peuvent faire constater par une plainte qu’un acte juridique est illégal. Les personnes individuelles doivent avoir été directement et individuellement affectées pour obtenir le droit de déposer une plainte. La plainte doit être formulée avant un délai de deux mois selon l'article 263 alinéa 6 du TFUE. Selon l’article 256 du TFUE le tribunal de l’UE décide en première instance et la cour de justice de l’UE en deuxième instance.
Selon le modèle français, seules sont recevables les raisons suivantes (art. 263 alinéa 2 du TFUE) : « incompétence, violation des formes substantielles, violation des traités ou de toute règle de droit relative à leur application, ou détournement de pouvoir ». Le plaignant ne se doit pas d’expliquer exactement les raisons de la plainte, mais son placet doit apporter la preuve du défaut avec des faits et, au moins, laisser entrevoir la raison de la contestation.
Pour les recours en annulation qui ne sont pas liés à des institutions comptant parmi les organes de l’UE on peut – d'après le statut de l’institution – prévoir un pré-processus (comme l’obligation de laisser la commission de l’UE s’occuper du cas avant une plainte).

### Recours en carence
Le recours en carence, établi par l'article 265 du TFUE, permet d'établir que le Conseil européen, le Conseil de l'Union, la Commission, le Parlement, la Banque centrale européenne ou les organes non institutionnels de l'Union (tels que les agences) ont refusé de publier un acte juridique. Les États membres, les organes de l'Union européenne et aussi les individus (sous certaines conditions) sont autorisés à faire ce recours. Le Tribunal de l'Union européenne décide alors en première instance, et la Cour de justice européenne en deuxième instance.

### Action en responsabilité
La Cour de justice de l'Union européenne est, selon l'article 268 TFUE, compétente pour connaître des litiges relatifs à la réparation des dommages visés à l'article 340, deuxième et troisième alinéas de ce même traité. Ainsi, en matière de responsabilité extracontractuelle, l'Union doit réparer, conformément aux principes généraux communs aux droits des États membres, les dommages causés par ses institutions ou par ses agents dans l'exercice de leurs fonctions. Cela n'est donc admissible qu'en matière de responsabilité délictuelle.
En vertu de l'article 340 TFUE, la responsabilité contractuelle de l'Union est quant à elle régie par la loi applicable aux contrats dans l'État membre concerné. D'après l'article 272 TFUE, la Cour de justice de l'Union européenne est compétente pour statuer en vertu d'une clause compromissoire contenue dans un contrat de droit public ou de droit privé passé par l'Union ou pour son compte. Néanmoins, si tel n'était pas le cas les juridictions nationales seraient compétentes en vertu de l'article 274 TFUE.
Les juridictions compétentes sont, selon l'article 256, le Tribunal, en première instance, et la Cour de justice en seconde instance.

### Contentieux concernant le service public
Selon l'article 270 TFUE, la Cour de justice de l'Union européenne est compétente pour statuer sur tout litige entre l'Union et ses agents, c'est-à-dire ses institutions, ses fonctionnaires ou tout autres employés. D'après l'article 256 TFUE le Tribunal est, pour ce type de litige, consulté en première instance. Selon ce même article un pourvoi peut être formé à la suite de sa décision devant la Cour de justice.

### Particularités

Ancien logo de la CJUE.

La distribution des tâches de la Cour de justice de l'Union européenne possède certaines particularités.

#### Politique extérieure et de sécurité commune
Dans le domaine de la politique extérieure commune et de la politique de sécurité commune, les tribunaux de l'Union européenne ont peu de compétences et le traité de Lisbonne n'y changea rien. Ce n'est que contre les mesures restrictives qui sont prononcées par le conseil de l’UE que les personnes concernées peuvent porter plainte.

#### Espace de sécurité, de liberté et du droit
En ce qui concerne l'ancien troisième pilier (la coopération policière et judiciaire en matière pénale), les compétences des juridictions de l'Union européenne étaient limitées. Fondamentalement, les compétences de ces juridictions s'appliquent depuis le traité de Lisbonne. Cependant, certaines particularités subsistent : les juridictions de l'Union européenne ne sont pas autorisées selon l'article 276 TFUE à décider de la validité ou relativité des mesures policières (y compris en ce qui concerne le maintien de l'ordre public et la sécurité intérieure) ainsi que d'autres mesures de poursuite.

## Langue de travail
Le français est la langue de travail de la Cour de justice, c'est-à-dire la langue dans laquelle elle délibère,.

## Siège

Les bâtiments de la CJUE

Tous les organes judiciaires de l'Union sont basés au Luxembourg, séparés des institutions politiques basées à Bruxelles et Strasbourg. La Cour de Justice est installée dans le bâtiment du Palais, actuellement en expansion, dans le quartier luxembourgeois de Kirchberg. En 1996, dans la perspective de l’élargissement de la Communauté, la mission d’opérer une nouvelle extension et de tripler la capacité de la Cour est confiée à l’équipe menée par Dominique Perrault. Évidant entièrement le bâtiment initial, tout d’acier corten, afin d’y installer les salles d’audience, et de le rendre intégralement à sa vocation de justice, l’architecte l’entoure d’un anneau parfaitement orthogonal qui s’inscrit comme en suspension dans le paysage et accueille les bureaux et cabinets des juges et des avocats généraux ainsi que la Grande salle des délibérés. En contrebas de ce corps majeur, la grande galerie de liaison est réorganisée, étendue, servant ainsi d’épine dorsale à l’ensemble dans son rôle de liaison avec les contreforts de la deuxième extension, dans le même temps qu’elle distribue les circulations vers deux nouvelles tours de 103 mètres, les plus hautes du pays. L’ensemble de ces opérations a été terminé en 2008. Une troisième tour, plus imposante encore, est en cours d’élaboration par Dominique Perrault Architecture.
Luxembourg fut choisi comme siège de la Cour le 23 juillet 1952 avec l'établissement de la Communauté européenne du charbon et de l'acier. Sa première audition y a été tenue le 28 novembre 1954 dans un bâtiment en bas de la Villa Vauban, siège jusqu'en 1959 où il fut déplacé au bâtiment Côte d'Eich puis au bâtiment du Palais en 1972.
En 1965, les États membres établirent Luxembourg comme siège permanent de la Cour. Les futurs organes judiciaires (Tribunal de première instance et Tribunal de la fonction publique) seraient aussi basés dans la ville. La décision fut confirmée par le Conseil européen d'Édimbourg en 1992. Toutefois aucun écrit ne prévoit l'installation de futurs organes à Luxembourg. La décision d'Édimbourg fut attachée au Traité d'Amsterdam. À l'occasion du Traité de Nice, le Luxembourg déclara qu'il ne revendiquerait pas le siège des chambres de recours de l'Office de l’harmonisation dans le marché intérieur — même s'il devait devenir un organe judiciaire.

## Archives
La Cour de justice a déposé ses Archives historiques aux Archives historiques de l'Union européenne à Florence. Lors d'une conférence internationale tenue le 9 décembre 2015 à Florence, le président de la Cour Koen Lenaerts a officiellement ouvert les documents historiques de la Cour à la recherche et au public.